# Metacarcinus magister

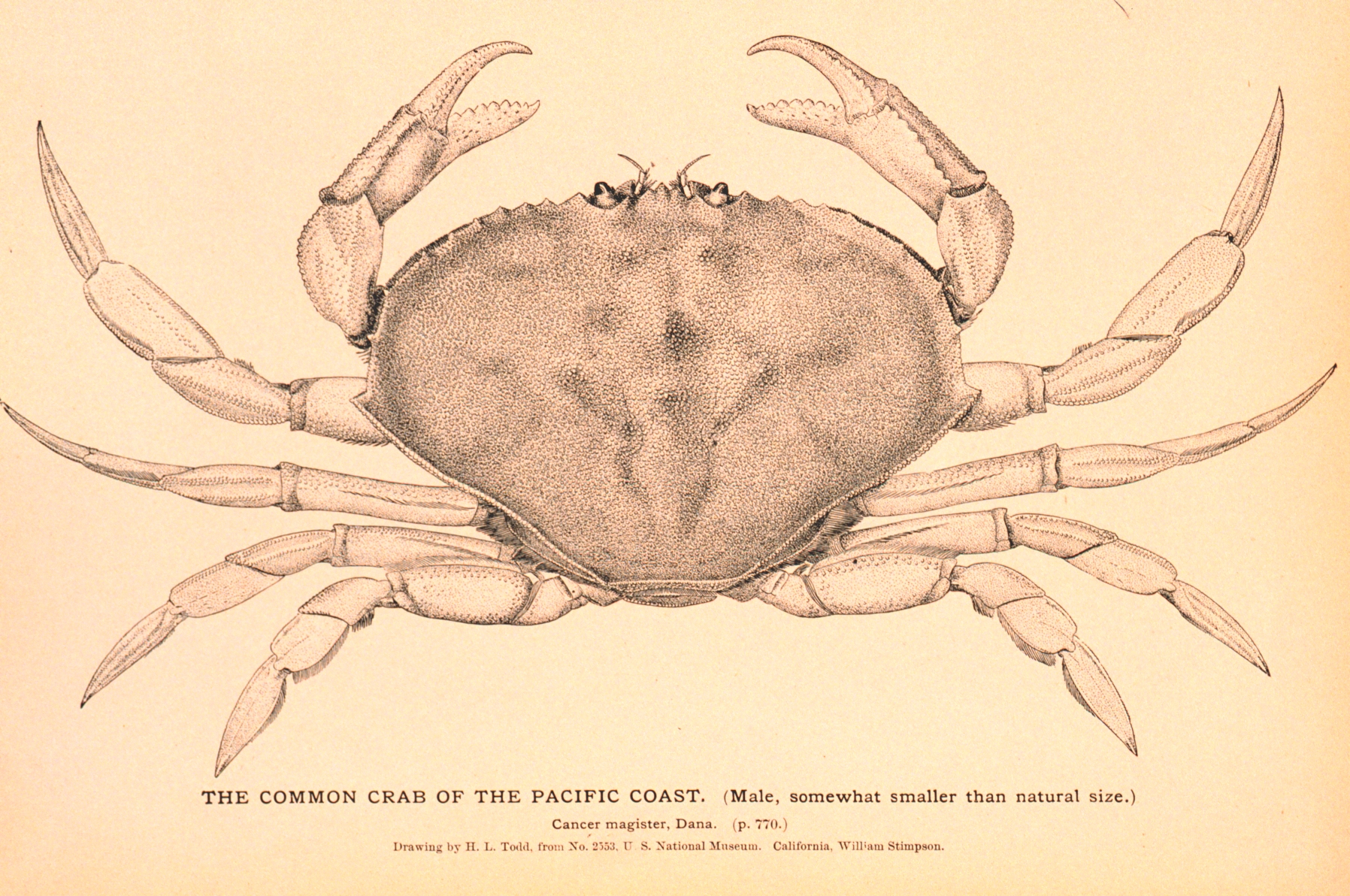
Ilustración de "The Fisheries and Fisheries Industries of the United States" de George Brown Goode.

El cangrejo dungeness (Metacarcinus magister) es una especie de crustáceo decápodo de la familia Cancridae. Es un cangrejo de gran tamaño, endémico de la costa oeste de América del Norte, desde Alaska hasta Baja California. Habita en cualquier tipo de fondo, aunque es más habitual encontrarlo en los arenosos o fangosos. Por lo general, crece hasta 20 cm (7,9 pulgadas) y es un popular marisco apreciado por su carne dulce y tierna.

## Descripción

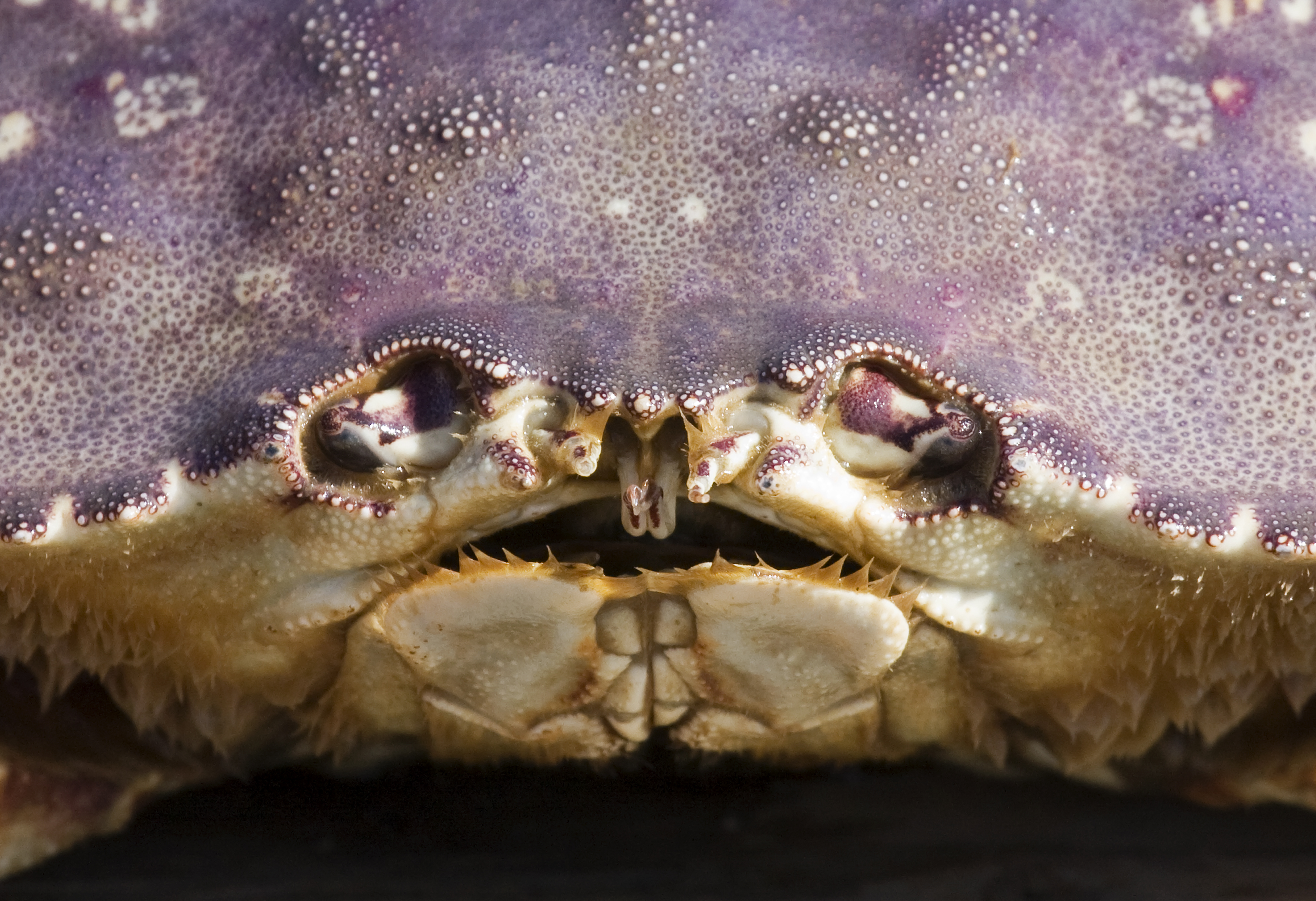
Primer plano de la cabeza.

En su madurez puede alcanzar los 25 cm de ancho en algunas áreas de la costa de Washington, pero normalmente no alcanzan los 20 cm. Es una delicatessen popular, y se trata del cangrejo más importante desde el punto de vista comercial en el Pacífico noroeste. 

## Nombres comunes
Según la agencia de Pesca y Acuicultura de la comisión europea este cangrejo puede tener estos nombres comerciales:
- Buey del Pacífico (España).[3]
- Granciporro (Italia).[3]

## Gastronomía

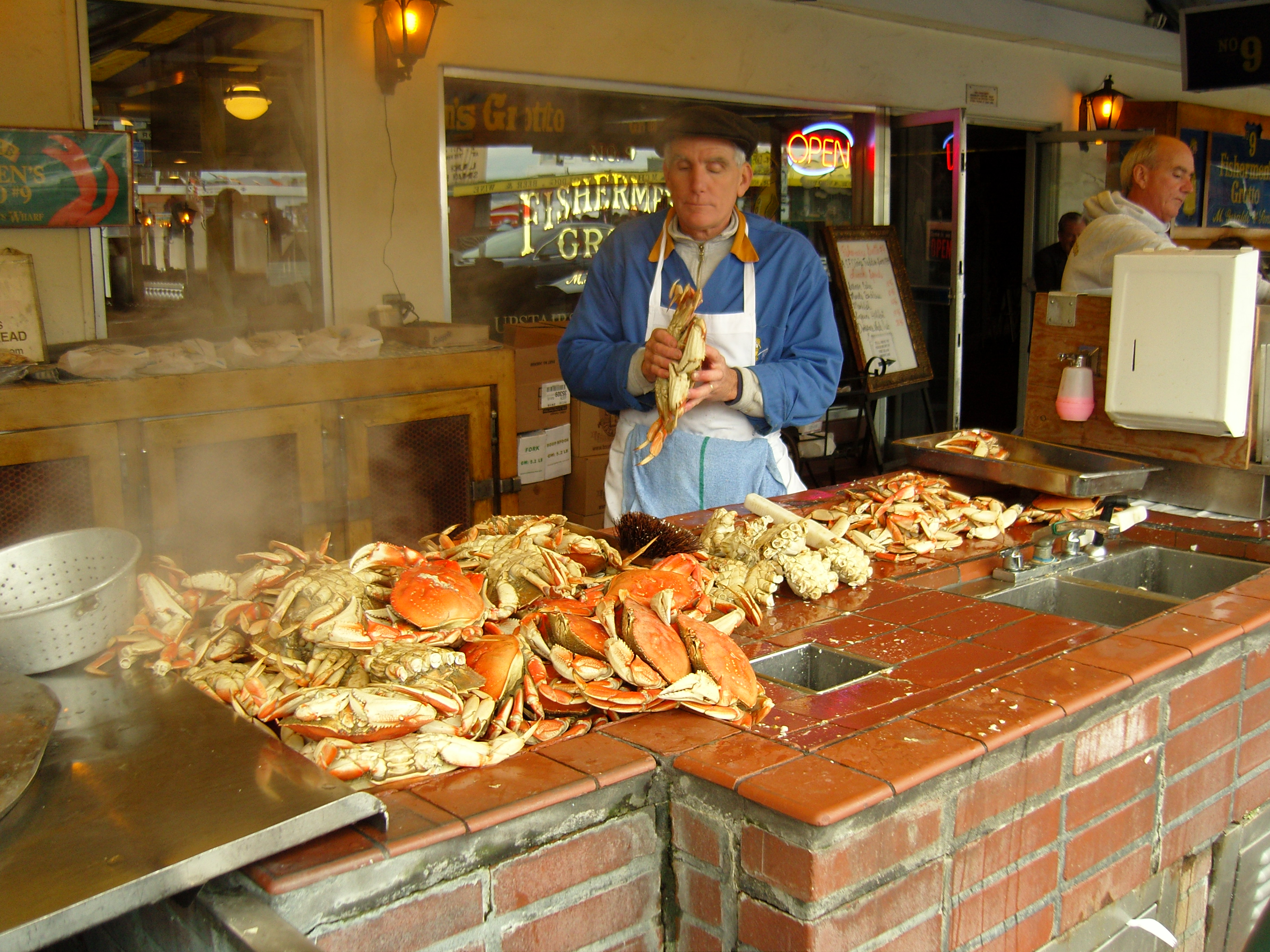
Puesto turístico en el que se preparan cangrejos Cancer magister en San Francisco, California.

Por lo general los cangrejos se cuecen en agua hirviendo con sal, y se introducen ya sea en vivo en la olla de ebullición o sacrificados justo antes de cocinar. Se sirve frío o caliente con mantequilla derretida.
También se toma en una sopa llamada cioppino.